# The Meaning of Life (Tankard)
The Meaning of Life è il quarto album in studio del gruppo musicale thrash metal tedesco Tankard (escludendo EP e best of), uscito per la Noise Records il 19 luglio 1990.

## Il disco
The Meaning of Life è un album thrash metal che porta i Tankard al grande pubblico. Il sound del disco è più pulito dei precedenti lavori della band, ma pur sempre veloce e thrash.
Space Beer diventa una hit nella classifica heavy metal tedesca ed è la prima della band.
Dopo la pubblicazione dell'album i Tankard suonano al Thrashing-East-Festival di Berlino e pubblicano la registrazione del live nella VHS Open All Night.

## Tracce
1. Open All Night
2. We Are Us
3. Dancing on Our Grave
4. Mechanical Man
5. Beermuda
6. The Meaning of Life
7. Space Beer
8. Always Theme
9. Wheel of Rebirth
10. Barfly
11. Wonderful Life

Tracce bonus edizione 2005
Nel 2005 l'album viene rimasterizzato e gli vengono aggiunte 5 tracce bonus live prese dal video Open All Night.
1. Intro + The Morning After
2. Commandaments
3. Alien
4. Open All Night
5. Maniac Forces

## Formazione
- Andreas"Gerre"Geremia - voce
- Alex Katzmann - chitarra
- Andy Bulgaropulos - chitarra
- Frank Thowarth - basso
- Arnulf Tunn - batteria